# Camarade Artiom
Pour les articles homonymes, voir Sergueïev.
Fiodor Andreïevitch Sergueïev (en russe : Фёдор Андре́евич Серге́ев ; en ukrainien : Федір Андрійович Сергєєв), né le 19 mars 1883 à Glebovo (gouvernement de Koursk) et mort le 24 juillet 1921 dans l'accident de l'Aérowagon, également connu sous le pseudonyme de camarade Artiom (en russe : товарищ Артём ; en ukrainien : Артем), est un révolutionnaire, homme politique et journaliste soviétique. Ami proche de Sergueï Kirov et de Joseph Staline, Sergueïev était un idéologue de la République soviétique de Donetsk-Krivoï-Rog.

## Biographie

### Mort
Le 24 juillet 1921, un groupe de communistes dirigé par Fiodor Sergueïev prend l'aérowagon d'Abakovski allant de Moscou à Toula dans le but de le tester. Lors du retour à Moscou, le wagon déraille à grande vitesse, tuant les personnes présentes à bord. Ils sont tous enterrés à la nécropole du mur du Kremlin.

### Postérité
La ville de Bakhmout, une agglomération de l'oblast de Donetsk, a été nommée autrefois en son honneur. Le 23 septembre 2015, Artemivsk a repris son ancien nom tatar de Bakhmout, à la suite de l'annexion de la Crimée et de la guerre dans le Donbass. Il reste une figure très populaire dans le Donbass.